# التمريض في جنوب إفريقيا

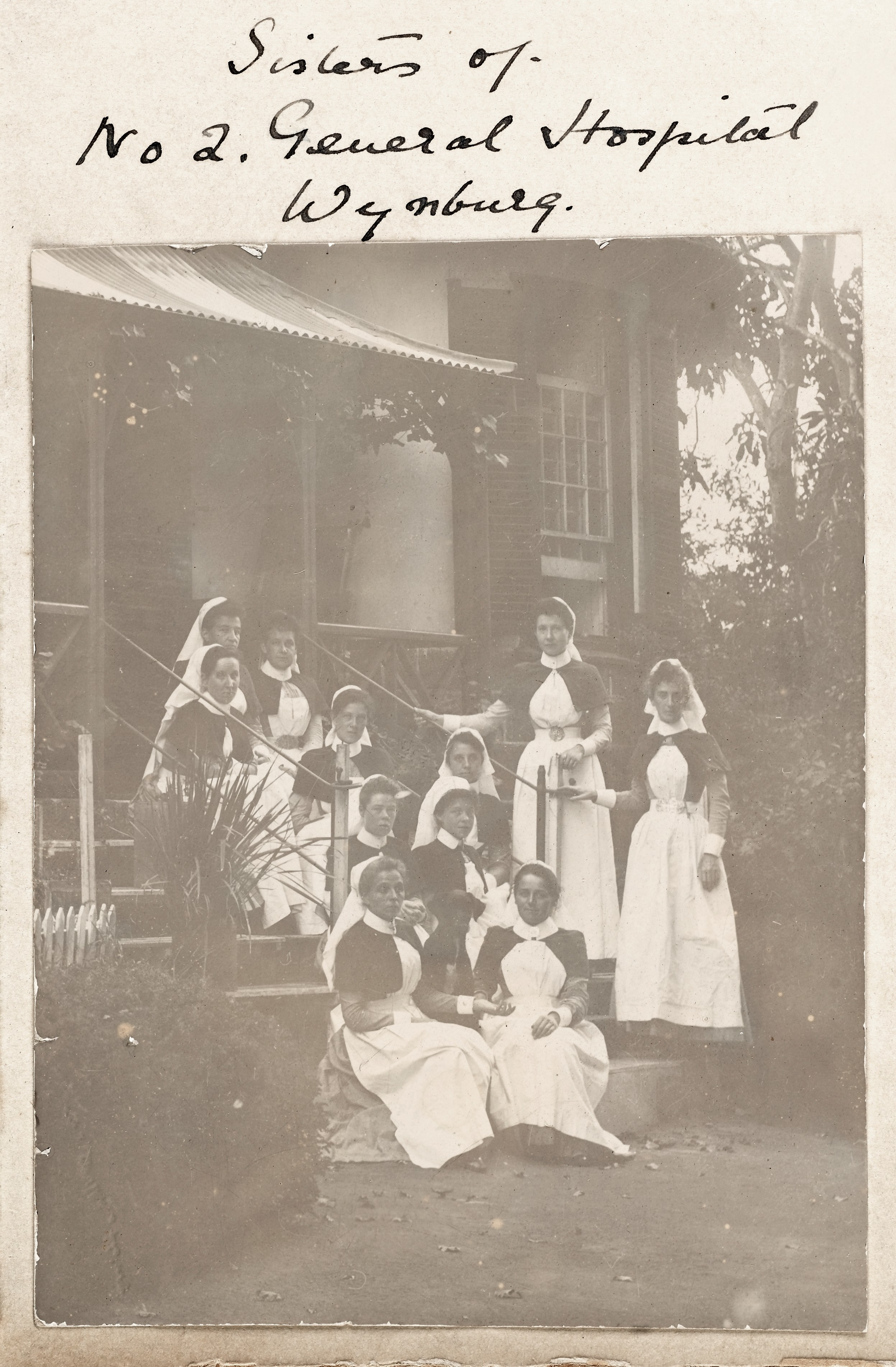
راهبات المستشفى العام رقم 2، وينبورغ

لأداء الامتحان للتدرب كممرض مسجل، يجب على الطلاب إكمال دورة أكاديمية لمدة عامين تتضمن 2000 ساعة من الممارسة السريرية.
مواد الدراسة في السنة الأولى وتشمل:
- تاريخ التمريض وأخلاقيات التمريض
- الرعاية التمريضية الأساسية
- أساسيات التغذية
- الإسعافات الأولية
- أساسيات التشريح وعلم وظائف الأعضاء
- مقدمة في الرعاية الصحية الشاملة

السنة الثانية تشمل دراسة العلوم الأساسية للتمريض الأساسي، واعتمادًا على المجال الذي يتم اعتماد مدرسة التمريض لتدريسه، أحد المواضيع التالية:
- الرعاية التمريضية العامة
- الرعاية التمريضية للمسنين
- الرعاية التمريضية للأشخاص المتخلفين عقليا
- تمريض رعاية المجتمع
- التمريض النفسي والصحة النفسية

هناك العديد من فئات الممرضين. قد يقوم الممرضون المسجلون بدراسة للحصول على دبلوم أو درجة. كلاهما يعمل نفسه. المارون الكتفية تشير إلى ممرض مسجل مع دبلوم التمريض العام (جميع الممرضين المسجلين لديهم تمريض عام)
ثم هناك مجموعة متنوعة من الدورات التي يمكن إكمالها وتضاف شرائط اللون على المارون الكتفية
- اللون الأصفر هو التمريض المجتمعي
- الأخضر هو القبالة
- الأزرق الداكن هو الطب النفسي
- الأبيض هو تعليم التمريض
- الفضة هو إدارة التمريض

تشير الكتافات البيضاء إلى ممرض مسجل (ممرض عامل)، تساعد الممرضون المسجلون في أداء واجباتهم كما تساعد الفئة الدنيا من الممرضين عند الحاجة. في معظم المستشفيات، يعطي الممرض الأدوية ويقدم المساعدة في جولات الأطباء. يسترشد الممرضون الموظفون أيضا من خلال نطاق الممارسة والمهام تحت إشراف مباشر وغير مباشر للممرض المسجل. إذا وافق الممرض الموظف على أداء واجب فهو مسؤول عن أفعاله.
يرتدي مساعدو التمريض الأزرق. ويضمنون تلبية جميع احتياجات وراحة المرضى. ويفعلون كل شيء ضمن نطاق ممارستهم. ولا يجوز للممرضين المقيمين التعامل مع المريض دون إشراف مباشر من ممرض مسجل.

## التنظيم القانوني
تم تأسيس مجلس التمريض الجنوب أفريقي (SANC) في البداية بموجب قانون التمريض رقم 45 لعام 1944، وحالياً بموجب قانون التمريض رقم 50 لعام 1978 وتعديلاته. يتفقد مجلس التمريض ويوافق على مدارس التمريض والبرامج التعليمية؛ يقوم بفحص وتسجيل وتسجيل الممرضات والقابلات والمساعدات التمريضية. تراخيص وكالات التمريض. ويرصد أرباب العمل التمريض. يطلب من الممرضين والممرضين المساعدين ارتداء «أجهزة تمييز» تتألف من دبابيس وكتفية ملونة لتحديدهم كمحترفين مرخصين.